# Franco Chioccioli
Franco Chioccioli (Castelfranco di Sopra, 25 d'agost de 1959) és un ciclista italià, ja retirat, que fou professional entre 1982 i 1994. Durant la seva carrera professional aconseguí una trentena de victòries, sent la més destacada el Giro d'Itàlia de 1991. En aquesta mateixa cursa guanyà set etapes i la Classificació dels joves de 1983. També va guanyar una etapa al Tour de França de 1992.
Un cop retirat va dirigir diferents formacions ciclistes.

## Palmarès
- 1977
  - 1r al Giro de la Lunigiana
- 1981
  - 1r al Giro del Valdarno
- 1983
  -  1r de la Classificació dels joves al Giro d'Itàlia
  - Vencedor d'una etapa al Giro del Trentino
- 1984
  - 1r a la Coppa Agostoni
  - 1r al Giro del Trentino i vencedor d'una etapa
- 1985
  - 1r al Giro del Friül
  - Vencedor d'una etapa al Giro d'Itàlia
- 1986
  - Vencedor d'una etapa al Giro d'Itàlia
  - Vencedor d'una etapa a la Volta a Suïssa
- 1987
  - Vencedor d'una prova del Trofeo dello Scalatore
- 1988
  - Vencedor d'una etapa al Giro d'Itàlia
  - Vencedor d'una etapa al Giro di Puglia
- 1990
  - Vencedor d'una etapa al Giro del Trentino
- 1991
  -  1r al Giro d'Itàlia i vencedor de 3 etapes
  - 1r a la Coppa Sabatini
- 1992
  - 1r a l'Euskal Bizikleta i vencedor d'una etapa
  - Vencedor d'una etapa al Giro d'Itàlia
  - Vencedor d'una etapa al Tour de França
  - Vencedor d'una etapa al Giro del Trentino
- 1993
  - Vencedor d'una etapa a l'Euskal Bizikleta

### Resultats al Tour de França
- 1992: 16è de la classificació general. Vencedor d'una etapa
- 1994: 42è de la classificació general

### Resultats al Giro d'Itàlia
- 1982. 25è de la classificació general
- 1983. 16è de la classificació general.  1r de la Classificació dels joves
- 1984. 24è de la classificació general
- 1985. 9è de la classificació general. Vencedor d'una etapa
- 1986. 6è de la classificació general. Vencedor d'una etapa
- 1987. 14è de la classificació general
- 1988. 5è de la classificació general. Vencedor d'una etapa
- 1989. 5è de la classificació general
- 1990. 6è de la classificació general
- 1991.  1r de la classificació general. Vencedor de 3 etapes
- 1992. 3r de la classificació general. Vencedor d'una etapa
- 1993. 19è de la classificació general
- 1994. 46è de la classificació general